# 高锰酸盐指数
高锰酸盐指数（英語：permanganate index）是一种评估水质的方法。它涉及在高温下检测酸性高锰酸钾的氧化作用。
该方法是将样品与已知量的高锰酸钾和硫酸在沸水浴中加热一定时间（10分钟）。样品中的可氧化物质将使一部分高锰酸钾被还原。消耗的高锰酸钾可通过加入过量草酸盐溶液，然后用高锰酸钾返滴定来测定。该方法适用于氯离子浓度小于300mg/L的水。高锰酸盐指数高于10mg/L的样品在分析之前应稀释。试验的最佳范围的下限为0.5mg/L。
高锰酸盐指数不建议用于工业废水，因为某些有机化合物不会或不完全被氧化。